# Доркін Починок
До́ркін Почи́нок (рос. Доркин Починок) — присілок у складі Бабушкінського району Вологодської області, Росія. Входить до складу Тимановського сільського поселення.

## Населення
Населення — 11 осіб (2010; 20 у 2002).
Національний склад (станом на 2002 рік):
- росіяни — 100 %